# Willy Busch
Pour les articles homonymes, voir Busch.
Wilhelm Busch, surnommé Willy (né le 4 janvier 1907 et mort en 1982), était un footballeur allemand qui jouait défenseur.

## Biographie
Il joue au TuS Duisbourg lorsqu'en international, il est sélectionné par l'entraîneur allemand Otto Nerz avec l'équipe d'Allemagne, pour participer à la coupe du monde 1934 en Italie.
Lors du mondial, les Allemands écrasent les Belges 5-2 au premier tour en huitièmes de finale, avant de battre la Suède 2-1 en quarts. En demi-finale, ils sont finalement battus 3 buts à 1 contre l'équipe de Tchécoslovaquie. Ils finissent troisième de la compétition en s'imposant face aux Autrichiens 3 à 2 lors du match pour la troisième place.